# La Roca Gran de la Portella
La Roca Gran de la Portella és una roca de 933 m sobre el nivell del mar que es troba a l'extrem més occidental de la Muntanya de Montserrat, a la Regió de les Agulles. Juntament amb la seva homònima septentrional, la Roca Petita de la Portella, flanqueja l'estreta canal anomenada Pas de la Portella, que rep el seu nom de fet de ser el pas natural d'entrada a la Muntanya de Montserrat per aquest indret. La cresta de parets i agulles que des d'aquestes roques s'enfilen cap al nord al llarg d'uns tres-cents metres fins a la roca del Senatxo, rep el nom de Serrat de la Portella. La Roca Gran de la Portella és també coneguda amb els noms de Portella Gran i de Portella Superior.

## Història
Tal com ens informa Fatjó (2005) la Roca Gran de la Portella va ser escalada per primera vegada el 30 d'octubre de 1932 per Colomer, Agràs, Guarro i Pàmias. Aquesta és la primera escalada de què es té notícia en la qual es fa ús de l'anomenada tècnica del tronc per a superar un balmat o desplom de la paret, únic recurs que tenien els escaladors d'aleshores per a vèncer aquesta mena d'obstacles donades les limitacions del material de l'època.
Ramon de Semir, que acompanyava els escaladors, ens relata, juntament amb en Colomer, el desenvolupament de l'escalada al butlletí del Club Muntanyenc Barcelonés. Tot i que el relat pot resultar xocant als escaladors d'avui en dia, no es tractava pas de res estrany a l'època en què l'escalada es dugué a terme. Per atacar la roca varen optar per la cara sud-est, que semblava la més vulnerable, tot i que un bon balmat a mitjana alçada impedia l'accés als trams superiors que portaven al cim. Per tal d'escalar la balma van cercar i tallar un arbre d'uns set metres de llargada, el van carregar a les seves espatlles fins al peu de la Portella i, després de traginar-lo roca amunt amb considerables esforços, el van apuntalar contra una canaleta a la sortida de la balma, fermant-lo amb cordes fixades a estaques. Un cop el dispositiu va quedar muntat i ben assegurat, en Colomer es va enfilar pel tronc fins a abastar la roca damunt del desplom. Superada la balma ja només quedava progressar per terreny més convencional fins a arribar al cim.
Es tractava d'una empresa precària, arriscada, plena d'incerteses i que va requerir considerables esforços, però va permetre que el primer ascens al cim d'aquesta roca montserratina es dugués a terme a la primera meitat dels anys trenta.

## Aproximació
Des de l'àrea de descans de Can Maçana enfilem el GR 172 senyalitzat amb marques blanques i vermelles, antigament anomenat camí de la Foradada. En arribar al Coll de Guirló, uns 17 minuts després, deixem el GR 172 i prenem el camí cap a la dreta, que va en direcció a la Portella i al Refugi Vicenç Barbé. El camí comença suau, passa per zones amb vegetació frondosa i ressegueix el peu de la paret oest de la regió d'agulles, que queda a l'esquerra. Mentrestant anem descobrint la majestuositat de la Portella que tenim cada cop més a prop, a la que arribem uns 10 minuts després (27 minuts en total).

## Vies d'escalada
| Via             | Primera ascensió                                            | Longitud | Dificultat | Ressenya                       |
| --------------- | ----------------------------------------------------------- | -------- | ---------- | ------------------------------ |
| Normal          | Colomer, Agràs, Guarro i Pàmias el 30 d'octubre de 1932     | 55 m.    | IV/A2(7a)  | - kpujo.com - TREPARRISKOS     |
| Rappel          |                                                             | 55 m.    | IV+/Ae     | - Esgarrapacrestes - kpujo.com |
| GEDE            |                                                             |          |            | - kpujo.com                    |
| RAVIC           |                                                             |          |            | - kpujo.com                    |
| Directa Eclipse | Aleix Salas i Josep Lluís Sasot (SAME) el 2 de Març de 1980 |          | MD+/A2     | - kpujo.com                    |
| Serrano Focus   | J.C. Serrano (CAMM) el 9 de Febrer de 1980                  |          | MD-        | - kpujo.com                    |
| U.E.C.          |                                                             |          |            | - kpujo.com                    |
| Lapònia         | Joan Vidal, setembre de 2005                                | 150 m.   | V+/Ae      | - jaumegrimp                   |